# Valpaços
Valpaços là một huyện thuộc tỉnh Vila Real, Bồ Đào Nha. Huyện này có diện tích 549 km², dân số thời điểm năm 2001 là 19512 người.